# Langues au Soudan du Sud
 (mars 2025).
Si vous disposez d'ouvrages ou d'articles de référence ou si vous connaissez des sites web de qualité traitant du thème abordé ici, merci de compléter l'article en donnant les références utiles à sa vérifiabilité et en les liant à la section « Notes et références ».
Le Soudan du Sud est composé de plus de 200 groupes ethniques différents parlant autant de langues et dialectes.

## Anglais
L'anglais est la seule langue officielle du Soudan du Sud selon l'article 6 de la constitution de 2011. Cette langue est celle de l'ancien colonisateur et elle a été choisie face au grand nombre de langues vernaculaires du Soudan du Sud qui, elles, sont reconnues comme langues nationales par l'article 6 de cette même constitution.

## Diversités linguistiques au Soudan du Sud

### Langues nilo-sahariennes
Les langues nilo-sahariennes ou nilotiques (au moins deux millions de locuteurs) sont les plus représentatives de la diversité linguiste du Soudan du Sud. Elles appartiennent au groupe Chari-Nil, dont le bari, le toposa, le zandé et les langues moru-madi. En règle générale, les langues nilotiques comptent peu de locuteurs, soit moins de 5 000, souvent moins de 1 000. Le groupe de langues nilotiques le plus important, parlé dans la région est le nuer-dinka (comprenant le nuer, le dinka, et plusieurs variétés dialectales de cette dernière) qui compte plus d'1,3 million de locuteurs.

### Langues nigéro-congolaises
Des locuteurs de langues adamawa-oubanguiennes sont présents dans le pays, où l'on parle, par exemple, le banda-ndélé. Ces langues sont, elles aussi, une branche des langues nigéro-congolaises.

### Langues sémitiques
L'arabe de Djouba est une langue véhiculaire de l'arabe parlée principalement dans l'ancienne province d'Équatoria ; il tire son nom de la ville de Djouba, la capitale du pays. Il est également parlé dans les communautés de Sud-Soudanais qui vivent dans d'autres villes du Soudan du Sud. À Malakal et à Wau, où l'on ne parle généralement pas l'arabe de Djouba, il a tendance à être remplacé par l'arabe proche de celui du Soudan, en plus des langues locales.